# Alfred Marshall
Alfred Marshall (26. července 1842 Bermondsey, Spojené království – 13. července 1924 Cambridge, Spojené království) byl jeden z nejvlivnějších ekonomů své doby a za svou práci získal ocenění FBA. Jeho kniha, Principles of Economics (1890), byla po mnoho let hlavní ekonomickou učebnicí po celém světě. Vysvětluje myšlenky nabídky, poptávky, mezního užitku a nákladů na výrobu. Marshall je znám jako jeden ze zakladatelů neoklasické ekonomie.

## Biografie
Vyrostl na předměstí Londýna v Claphamu. Jeho otec byl zaměstnán jako pokladník banky a byl oddaný evangelík. Nejdříve chodil do obchodní školy a poté do St. John's College na Cambridge, kde začal vynikat v matematice. Tam se začal věnovat i filozofii, teologii a následně ekonomii, z čehož vznikla jeho další práce. Po ukončení střední školy se stal součástí skupiny matematiků a postupně začal spadat pod vliv myšlenek a smýšlení skupiny filosofů, kteří byli stále více a více zaneprázdněni společenskými problémy průmyslové Anglie. Marshallovy zájmy v té době byla filosofie a etika, což v té době byla hlavní sféra společenských věd a při svých studiích si uvědomil, že veškeré společenské podmínky a chudoba jsou původcem společenských nedokonalostí a to ho přivedlo na myšlenku zabývat se ekonomií, kterou považoval se společenskými vědami za úzce spojenou. Později, roku 1868 se na této škole stal vyučujícím morálních věd a roku 1885 se stal profesorem politické ekonomie. Zůstal zde až do roku 1908 kdy odešel do důchodu. V letech 1891–1894 by členem Královské komise za Labouristy a podílel se na založení Ekonomické asociace a Ekonomického časopisu.
Z ekonomie chtěl udělat více vědeckou disciplínu. Kolem roku 1870 napsal několik pojednání o mezinárodním obchodu a o problémech protekcionismu. Mnoho z těchto prací bylo v roce 1879 svázáno a pracovně nazváno The Pure Theory of Foreign Trade: The Pure Theory of Domestic Values. Tentýž rok publikoval se svou ženou Mary Paley Marshall Economics of Industry.
Stal se profesorem Mary Paley na Cambridge. Oženili se spolu roku 1877 a proto byl nucen opustit své místo na škole kvůli „celibátním“ předpisům na univerzitě. Poté se stal ředitelem na fakultě v Bristolu, která byla základem Bristolské univerzity. Opět přednášel politickou ekonomii a ekonomiku. V Bristolu zdokonalil svou Economics of Industry a více ji rozšířil po Británii jako učební pomůcku. Největší proslulost získal právě z této své práce. Krátkou dobu strávil na Balliol College, Oxford a poté se vrátil na Cambridge.

## Dílo
Alfred Marshall, jako jeden z nejhlavnějších ekonomů dvacátého století, se soustředil zejména na mikroekonomii a je označován za jednoho ze zakladatelů a propagátorů neoklasické ekonomie.
Ke studiu ekonomie se dostal přes náboženství a filosofii, kterou velmi oceňoval, sám se jí dlouhá léta zabýval a těžil z přístupu Jowetta. Oba dva našli smysl v myšlenkách ekonomických překážek jakožto opravdové rovnocennosti příležitostí. Marshall se ve svém celoživotním díle nesnažil pouze studovat a prohlubovat své myšlenky, ale také pomoci světu. Studium jako takové bral jako prostředek svého pomáhání. Ekonomii propojil i s psychikou, jelikož myšlenka slabosti, úpadku či podobného neštěstí se ho vždy dotýkala. Došel k závěru, že aby člověk předešel těmto nešťastnostem, musí být zasvěcen do pravdy, funkce systému ekonomiky. Tuto tezi také interpretuje ve své první knize Economics of Industry, kterou sepsal se svou ženou v roce 1879.
V objektivním smýšlení, které podporoval svým subjektivním názorem, se stal s Jevonsem spoluzakladatelem marginalismu v raných 70. letech 19. století, ale teorii publikovali až v roce 1890 i přesto, že to byla jejich hlavní dedikace. I přes Marshallovy veškeré přínosy a kvality, které Schumpter hodnotí velmi kladně, také zároveň doplňuje, že neuvažuje v ekonomické teorii objektivně a komplexně.
Marshall svoji práci na Ekonomické teorii započal v roce 1867, pod vlivem Davida Ricarda a Johna Stuarta Milla, rozvojem diagramových metod s důrazem na problematiku zahraničního obchodu. Okolo roku 1872 pracoval na zobecnělém diagramovém schématu, který zveřejnil v díle The Pure Theory of Foreign Trade: The Pure Theory of Domestic Values, vydaném v roce 1879. Roku 1877 začal se svou ženou, Mary Paley Marshall, psát knihu The Economics of Industry, která mu jako první přinesla velkou pozornost. V ní se v rámci zásad J. S. Milla pokusili vytvořit teorii hodnoty, mzdy a zisku. V tomto díle se také objevují termíny jako běžná hodnota, výdělek a úrokový fond, nebo čistá výhoda.

### Principles of Economics (1890)
Kniha Principles of Economics je Marshallovým nejdůležitějším příspěvkem ekonomii a přinesla mu největší uznání. Marshall na ní začal pracovat v roce 1881 a první edici vydal roku 1890. Knize se dostalo celosvětového ohlasu, a nakonec byla v roce 1920 vydána její poslední osmá edice.
V knize Marshall uvádí jeden z jeho největších příspěvků mikroekonomii, a to cenovou elasticitu poptávky, která zkoumá, jak se mění množství poptávaného zboží vzhledem k jeho ceně. Marshall totiž popírá teorii, že vždy s nárůstem ceny zboží klesá jeho poptávka. Tvrdí, že poptávka, nabídka, cena produkce a cena spolu elasticky pracuje.
Další známý prvek, který se v Principech objevil byl přebytek spotřebitele, též známý jako přebytek Marshallianský. Ten Marshall demonstroval na diagramu nabídky a poptávky, který se dodnes používá jako ukazatel rovnováhy trhu. Jako první pozoroval tzv. kvazi, nebo také Marshallovu rentu, kterou také vyznačil v diagramu. Kvazi renta se od renty klasické liší tím, že je pouze dočasná. V této knize se také objevuje pojem reprezentativní firma, která nemusí existovat, ale používá se jako abstrakce k ilustraci fungování trhu jako celku. Všechny tyto Marshallovy poznatky hrály důležitou roli v pozdějším vývoji ekonomie.

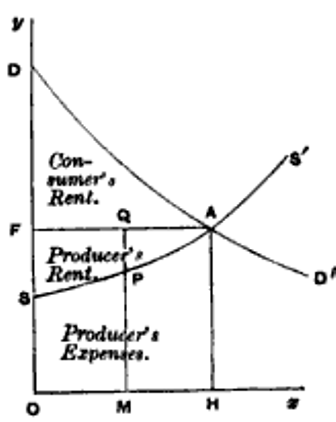
Marshallův diagram nabídky a poptávky

### Pozdější práce
V první polovině 20. století Marshall ještě vydal dvě svoje díla, avšak ani jedno není významově srovnatelné s Principles of Economics. V roce 1919 to byla kniha Industry and Trade, která zaznamenala úspěch u veřejnosti. V ní se Marshall zabýval industriální organizací. Roku 1922 dokončil svoji poslední knihu Money, Credit and Commerce, vydanou o rok později. Ta je poskládaná z útržků jeho předešlé práce, nejstarší z nich jsou až padesát let staré.

### Přístup k ekonomii
Marshall ve svých textech upozorňoval před zneužíváním matematiky v ekonomii. Matematiku, jak popsal, používal pouze když angličtina nebyla dostatečně strohá. V dopise Browleymu z roku 1906 popsal šest, dnes už slavných principů, které při svém studiu ekonomie využíval:
1. Matematiku použij pouze jako zkrácený zápis jazyka, spíše než jako pohon výzkumu.
2. Drž se jich (principů), dokud neskončíš.
3. Přelož do angličtiny.
4. Následně ilustruj na příkladech, které jsou důležité v reálném životě.
5. Zbav se matematiky.
6. Když se ti nepovede bod č. 4, zbav se bodu č. 3.

### Práce
- 1879 – The Economics of Industry (společně s Mary Paley Marshall)
- 1879 – The Pure Theory of Foreign Trade: The Pure Theory of Domestic Values
- 1890 – Principles of Economics
- 1919 – Industry and Trade
- 1923 – Money, Credit and Commerce.